# L. Clark (Mondkrater)
L. Clark ist ein Einschlagkrater auf der Mondrückseite.

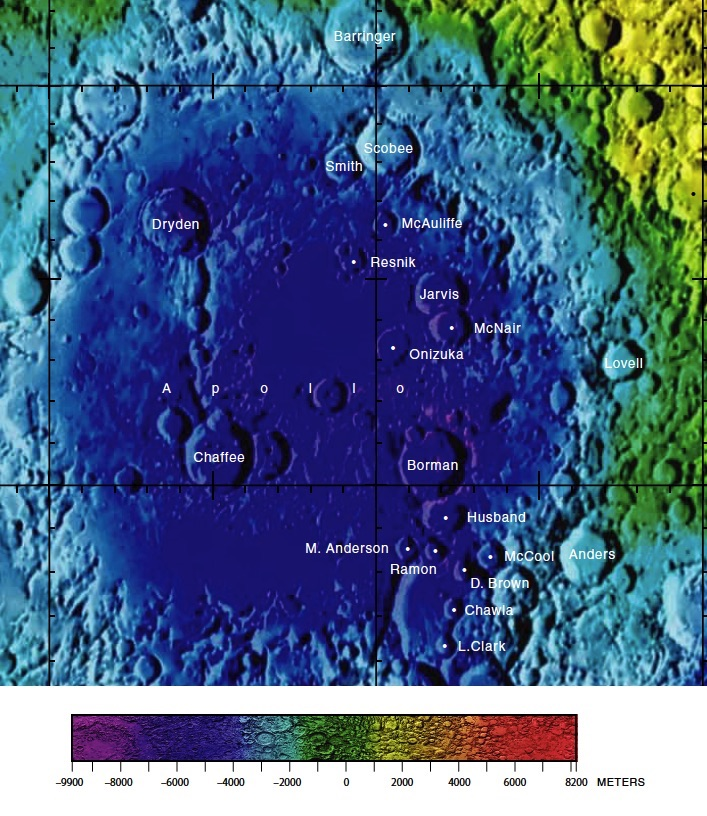
Topographische Karte des Apollo-Kraters, L. Clark am unteren Bildrand rechts

Der Krater L. Clark befindet sich im südöstlichen Inneren des riesigen Kraters Apollo, südlich von Chawla. 
Bei einem Durchmesser von 15,30 km gibt es zwischen Kraterwall und Kraterboden einen Höhenunterschied von 2,4 km.
Der Krater wurde 2006 von der IAU offiziell nach der US-amerikanischen Astronautin Laurel Clark benannt. Sie gehörte zur siebenköpfigen Crew der 2003 verunglückten Columbia-Mission STS-107, deren Mitglieder alle Namensgeber für Krater im Inneren von Apollo sind.

## Hinweis
Es gibt auch einen Mondkrater Clark, der nach den US-amerikanischen Astronomen Alvan Clark und Alvan Graham Clark benannt ist.